# راد هاردی
راد هاردی (متولد ملبورن ااسترالیا) یک کارگردان استرالیایی است.

## زندگی حرفه ای
علاقه او به فیلم در ۱۲ سالگی آغاز شد. در آن سن او چندین فیلم کوتاه با دوربین برادرش گرفت. راد در کشور خودش استرالیا بیش از ۳۵۰ ساعت در تلویزیون کارگردانی کرده‌است.
اولین فیلم شاخص او، تشنگی، در بخش بهترین تصویر جشنواره فیلم اقیانوس آرام جایزه برد.
برای پیشرفت در کارگردانی و تهیه کنندگی، او در سال ۱۹۹۲ به لس آنجلس آمد و مسیر شغلی خود در آمریکا را آغاز کرد. او ابتدا کارگردانی فلیم دروغ‌ها و لالایی‌ها را به عهده گرفت که دربارهٔ معتادهای به کوکائین بود که حامله بودند. در این فلیم سوزان دی و پایپر لاوری حضور داشتند. این فیلم جایزه اسکات نیومن را برد که هر ساله به محصولی داده می‌شود که بهترین ارائه از پیروزی بر مواد مخدر را نشان می‌دهد.
در ادامه این موفقیت‌ها، او برای هر دو جایزه گلدن گلوب و امی در بخش فیلم هفته و مینی سریال نامزد شد.
هاردی در تلویزیون آمریکا برای برنامه‌هایی چون پرونده‌های اکس و قدرت نفوذ شناخته شده‌است.